# 1878 Г'юз
1878 Г'юз (1878 Hughes) — астероїд головного поясу, відкритий 18 серпня 1933 року.
Тіссеранів параметр щодо Юпітера — 3,307.